# Sechszeiger
De Sechszeiger of ook wel Leiner Kögele is een 2398 m.ü.A. hoge berg in de Ötztaler Alpen in de Oostenrijkse deelstaat Tirol.
De berg ligt ten oosten van Wenns in het Pitztal in de Geigenkam, een subgroep van de Ötztaler Alpen. Het 2302 meter hoge Niederjöchl scheidt de top van de hogere Hochzeiger (2560 m.ü.A.). Zowel vanaf het bergstation van de Hochzeigerbahn (2000 m.ü.A.) via de Jerzer Alpe (1990 m.ü.A.) in het zuiden als via de Leiner Alpe in het noorden voeren meerdere paden naar de top van de berg. De Sechszeiger is onderdeel van het Hochzeigerskigebied. Meerdere stoeltjesliften bevinden zich op de flanken van de Sechszeiger (Sechszeigerbahn, Panoramabahn en Zirbenbahn). Het Niederjöchl is ook te bereiken middels de Rootmoosbahn, welke net onder de top van Hochzeiger ligt. ,